# 周徳駅
周徳駅（チュドクえき）は、大韓民国忠清北道忠州市周徳邑にある韓国鉄道公社忠北線の駅である。

## 駅構造
- 島式ホーム2面4線の地上駅。

## 駅周辺
- 周徳バスターミナル
- 周徳邑事務所

## 歴史
- 1928年12月25日 - 普通駅の大召院駅（대소원역）として開業。
- 1947年5月1日 - 周徳駅に改称。
- 1980年10月12日 - 現駅舎竣工。
- 2006年11月15日 - 貨物取り扱い中止。

## 隣の駅
韓国鉄道公社
忠北線
陰城駅 - （蘇伊駅） - 周徳駅  - （達川駅） - 忠州駅